# Morter Tipus 87
El Morter Tipus 87 és un morter xinès de 82 mm desenvolupat per Norinco el 1987. Va reemplaçar l'anterior Morter Tipus 67 de 82 mm, utilitzat a nivell de batalló.
Una versió de 81 mm va ser desenvolupada per a l'exportació, amb la nomenclatura W87.
El W87 és una versió millorada del Morter Tipus 67. La gran novetat que mostrava quan va aparèixer era un nou sistema de retrocés, situat al voltant del canó. A mode de suport, utilitza un bípede convencional i una base triangular. Dispara munició de 82 mm xinesa, però és capaç d'utilitzar munició de l'OTAN. Està basat en el disseny del W84, així que pot utilitzar munició soviètica de 82 mm. Té una distància operativa superior a la del W91, ja que disposa d'un canó més llarg.